# Бурлук
Бурлу́к — проміжна залізнична станція 4-го класу Харківської дирекції Південної залізниці на одноколійній неелектрифікованій лінії Огірцеве — Куп'янськ-Сортувальний між зупинними пунктами Селищна (2 км) та Манцівка (2 км). Розташована в селищі Великий Бурлук Куп'янського району Харківської області.

## Історія
28 лютого 2024 року, близько 16:50, російські окупанти завдали удару керованими авіаційними бомбами по залізничному вокзалу станції Бурлук та селищу, внаслідок атаки загинули дві людини.

## Пасажирське сполучення
До російського вторгнення в Україну на станції зупинялися приміські поїзди сполученням Куп'янськ — Вовчанськ.